# Кандијарг
Кандијарг (фр. Candillargues) је насељено место у Француској у региону Лангдок-Русијон, у департману Еро.
По подацима из 2011. године у општини је живело 1454 становника, а густина насељености је износила 176,67 становника/km².

## Демографија
| 1962. | 1968. | 1975. | 1982. | 1990. | 2011. |
| ----- | ----- | ----- | ----- | ----- | ----- |
| 286   | 311   | 292   | 476   | 687   | 1.454 |